# Вікіпедія класичною китайською мовою
Вікіпедія класичною китайською мовою (клас. кит. 文言維基大典) — розділ Вікіпедії класичною китайською мовою. Створена у 2006 році. Вікіпедія класичною китайською мовою станом на 28 березня 2025 року містить 13 592 статті, 107 054 зареєстрованих користувачів, 41 активного дописувача, 6 адміністраторів
. Загальна кількість сторінок у Вікіпедії класичною китайською мовою — 112 502, редагувань — 414 696, мультимедійні файли відсутні
. Глибина (рівень розвитку мовного розділу) Вікіпедії класичною китайською мовою велика і становить 195.2 пунктів
. 

## Історія
- Жовтень 2006 — створена 100-та стаття[3].
- Травень 2007 — створена 1 000-на стаття[3].
- Квітень 2008 — створена 2 000-на стаття[4].